# Francis Boott

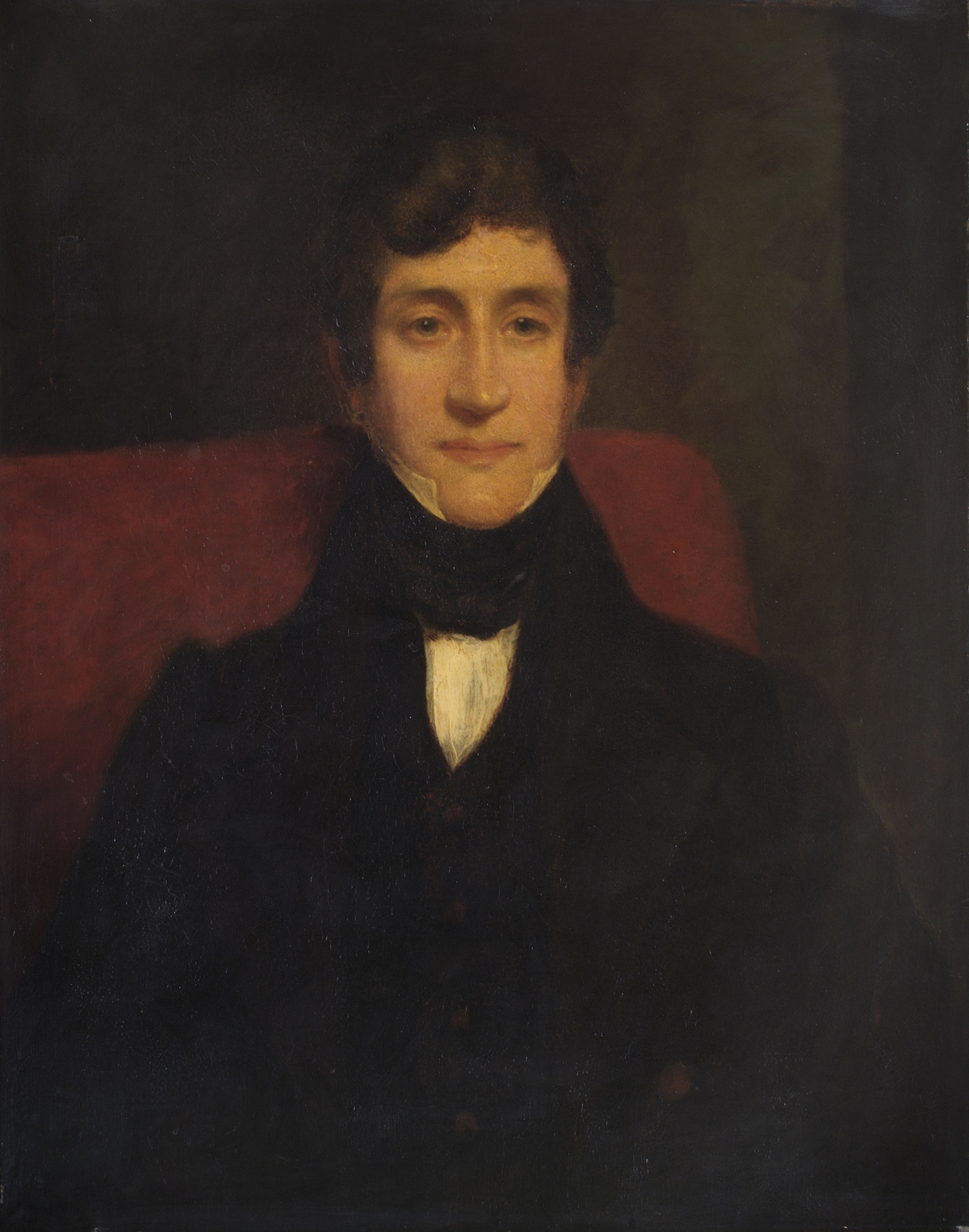
Francis Boott, Gemälde von Eden Upton Eddis (1840)

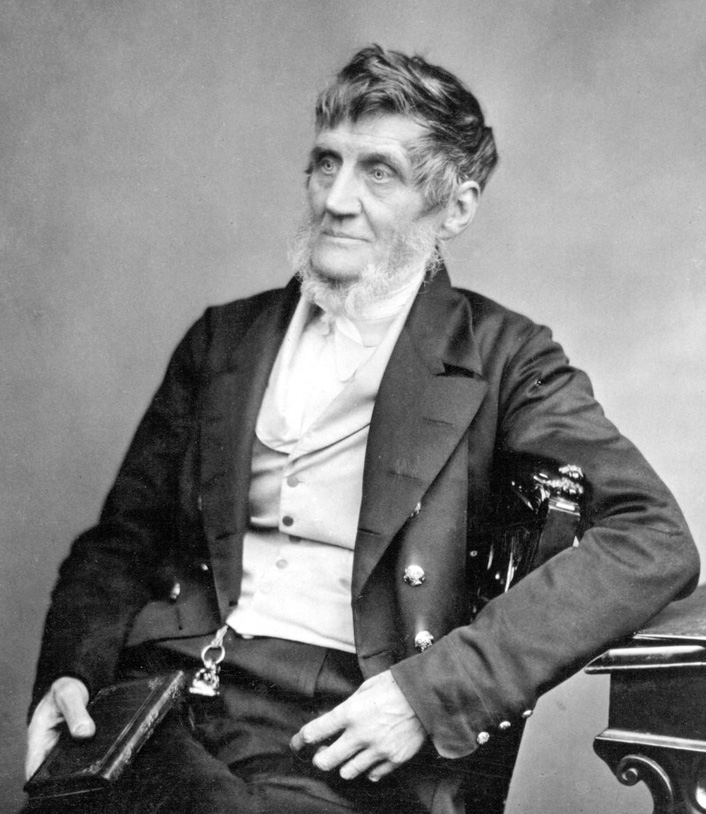
Francis Boott, Fotografie (1855)

Francis M. B. Boott (* 26. September 1792 in Boston, Massachusetts; † 25. Dezember 1863 in London) war ein amerikanisch-britischer Arzt und Botaniker. Sein Autorenkürzel ist Boott.

## Leben
Francis Bootts Vater stammte aus England, seine Mutter aus Schottland. Er studierte von 1806 bis 1810 an der Harvard University und wurde dann nach England geschickt, um die Geschäfte der Familie dort zu leiten, worin er wenig Geschick zeigte. Francis Boott heiratete 1820 Mary Hardcastle aus Derby, mit der er einen Sohn und drei Töchter hatte. Ebenfalls 1820 begann er ein Medizinstudium, in dem er von John Armstrong (1784–1829) gefördert wurde. 1824 erwarb Boott in Edinburgh einen M.D. als Abschluss des Medizinstudiums. 1825 begann er eine ärztliche Tätigkeit in London, die er aber nur wenige Jahre bis 1831 ausübte. Er hielt während dieser Zeit auch an der Webb Street School of Medicine (eine Einrichtung, die später im St Thomas’ Hospital aufging) Vorlesungen in Botanik beziehungsweise Materia medica. Nach dem Tod von Armstrong schrieb Boott dessen Biografie in zwei Bänden (1833/1834) und widmete sich – da er 1830 geerbt hatte – in der Folge nur noch literarischen und wissenschaftlichen Studien. Ab 1833 gehörte er zum Council der University College London. 1834 wurde Boott eine Professur für Naturgeschichte an der Harvard University angeboten, welche er aber aufgrund mangelnder Kenntnisse in Zoologie und Mineralogie ablehnte.
Freundschaften verbanden Boott mit den Botanikern Jacob Bigelow und James Edward Smith und der Schriftsteller Henry Crabb Robinson. Bigelow schrieb Boott am 28. November 1846 über die erfolgreiche öffentliche Äthernarkose durch William Thomas Green Morton in Boston einen Brief. Boott erhielt den Brief am 17. Dezember überzeugte zunächst den Zahnarzt James Robinson, die neue Methode auszuprobieren, was am 19. Dezember 1846 die erste Anwendung in ganz Europa war, und informierte dann den bekannten Chirurgen Robert Liston von dem Ereignis und trug so zur raschen Akzeptanz der Methode im Vereinigten Königreich bei.
Francis Boott interessierte sich für Poesie und bewunderte George Gordon Byron, aber auch den eher unbekannten Dichter Henry Kirke White, für den er ein Denkmal auf dessen Grab errichten ließ.
Boott veröffentlichte auf eigene Kosten einen vierbändigen Folianten (Illustrations of the Genus Carex, 1858–1867) über Seggen, eine Gattung der Sauergrasgewächse. Der vierte Band erschien erst nach seinem Tod. Eine weitere Veröffentlichung Bootts befasste sich mit der Materia medica (1837).
1819 wurde Boott Mitglied der Linnean Society, deren erster Sekretär er von 1832 bis 1856 war, sowie Schatzmeister von 1856 bis 1861 und Vizepräsident von 1861 bis zu seinem Tod. 1835 wurde er in die American Academy of Arts and Sciences gewählt.

## Ehrungen
Im zu Ehren wurde 1837 die Pflanzengattung Boottia Wall. aus der Familie der Froschbissgewächse (Hydrocharitaceae) benannt.